# بخش مرکزی شهرستان فسا
بخش مرکزی شهرستان فسا یکی از بخش‌های شهرستان فسا در استان فارس ایران است.

## تقسیمات کشوری
- بخش مرکزی شهرستان فسا
  - دهستان جنگل
  - دهستان صحرارود
  - دهستان کوشک قاضی

شهر: فسا

## جمعیت
بنابر سرشماری مرکز آمار ایران، جمعیت  شهرستان فسا در سال ۱۳۸۵ برابر با ۱۱۶٬۴۱۶ نفر بوده است 
.